# Predicador del rey

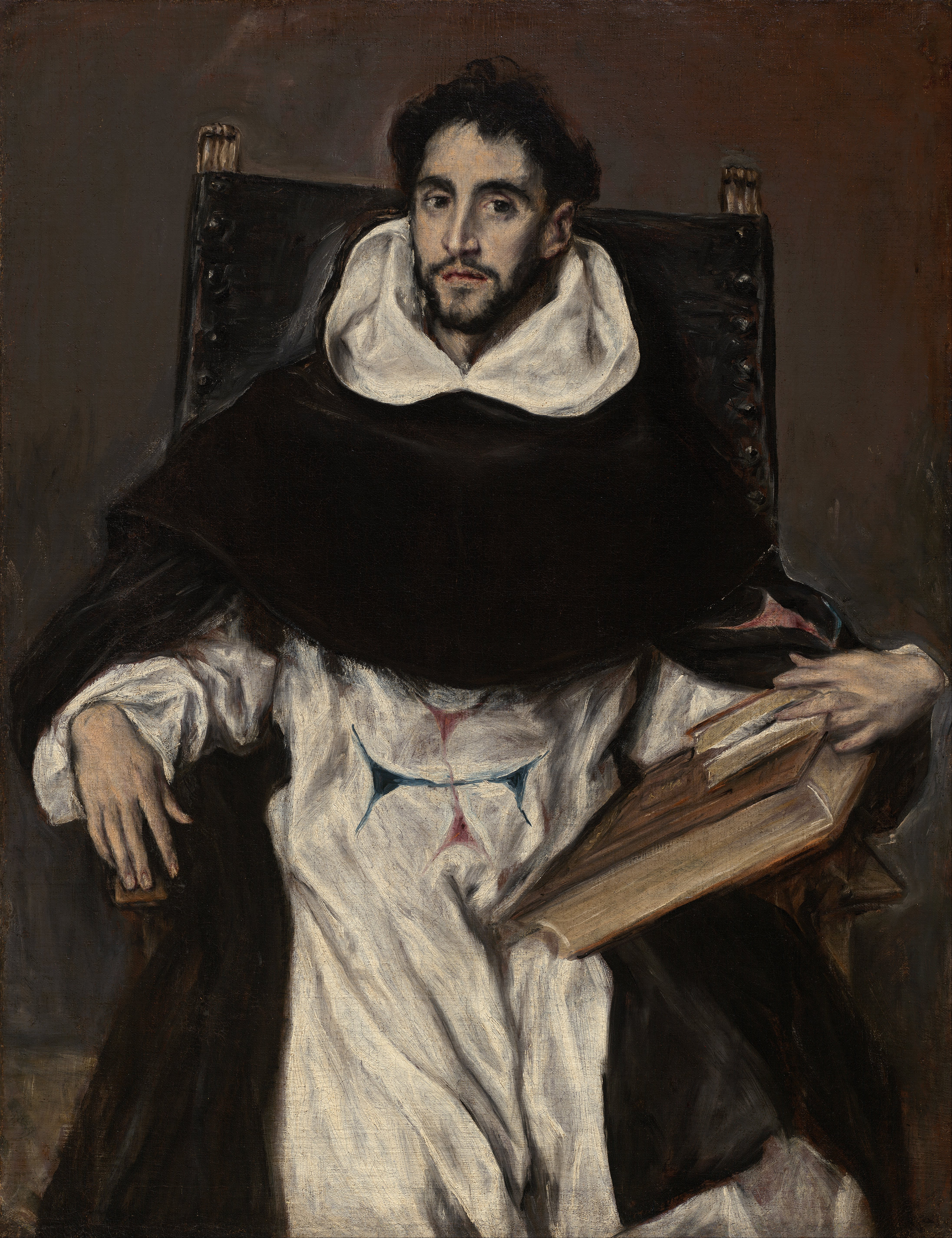
Uno de los más notables predicadores reales del siglo XVII, Hortensio Félix Paravicino, trinitario retratado al óleo por El Greco.

Predicador del rey (o predicador real) fue un cargo eclesiástico de la casa del rey de España, encargado de dar sermones ante el monarca, la familia real y la corte .

## Historia
La figura surge formalmente durante el siglo XVI, dentro de la casa de Castilla del monarca español y como parte de su Real Capilla. En este siglo destaca San Alonso de Orozco, agustino, místico y escritor.
Durante el siglo XVII la figura del predicador del rey se convierte en una figura importante de la corte española, por la proyección política de los sermones de algunos de estos. La notoriedad de los que alcanzaron el cargo de predicador real, contribuyó a reforzar su prestigio. Entre los ejemplos más notables pueden destacarse a:
- Jerónimo de Florencia, jesuita, y confesor de los infantes Carlos y Fernando, hijos de Felipe III.
- Hernando de Salazar, jesuita, confesor del conde-duque de Olivares, valido de Felipe IV.

El número de predicadores reales experimentó un amplio aumento durante el reinado de Felipe IV, pasando de 18 en 1621-1630 hasta 40 en los años finales del reinado de este monarca. Durante los primeros años de reinado de Carlos II, su número bajo de nuevo.
El cargo se mantendría, al menos hasta el siglo XIX, destacando en este momento Cirilo Alameda y Brea, franciscano, después arzobispo de Toledo.

## Descripción
El cargo se enclavaba dentro de la Real Capilla, como parte de la casa del Rey de España. Por su composición, la mayor parte de los predicadores provenía de órdenes religiosas y existía poca representación del clero secular. 
Estaban encargados de dar sermones, cuando se les requiriera, ante el monarca, la familia real y la corte española. También debía de dar sermones en otros lugares, como por ejemplo en el marco de celebraciones religiosas en conventos bajo patronato real. 
El acceso al cargo solía realizarse por recomendación, aunque en la segunda mitad del siglo XVII se dieron casos de autopromoción. 

### Individuales
1. ↑  García Pérez, Francisco José (2015). «Los predicadores reales de Carlos II». Archivo Ibero-Americano 75 (281): 673-711. ISSN 0004-0452. Consultado el 9 de marzo de 2023.